# Tim Birkin

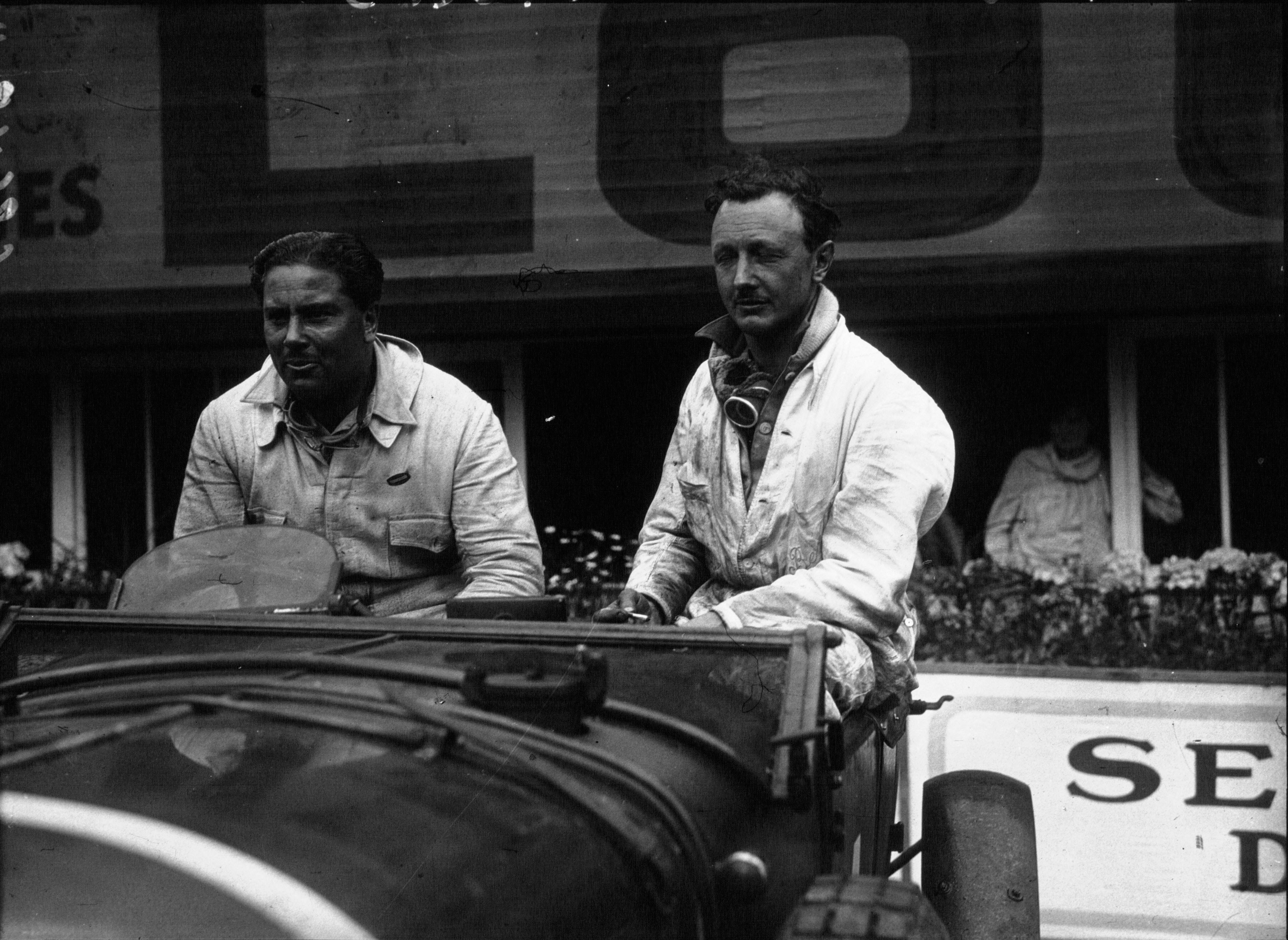
Barnato (izquierda) y Birkin (derecha), vencedores en Le Mans en 1929.

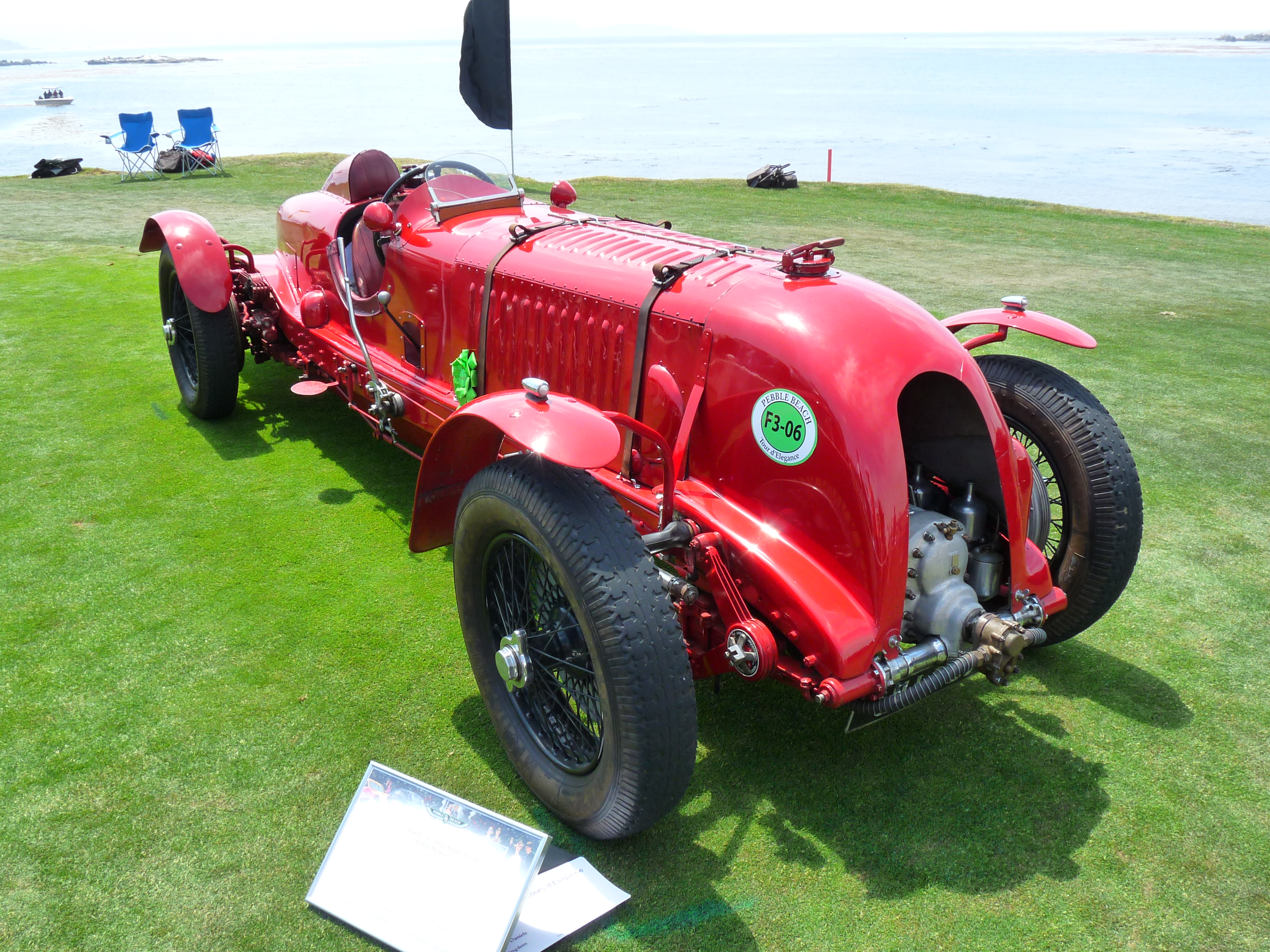
El Bentley "Blower 1" «Monoposto» personal de Birkin, un 4½ Litre de 1929 con compresor.

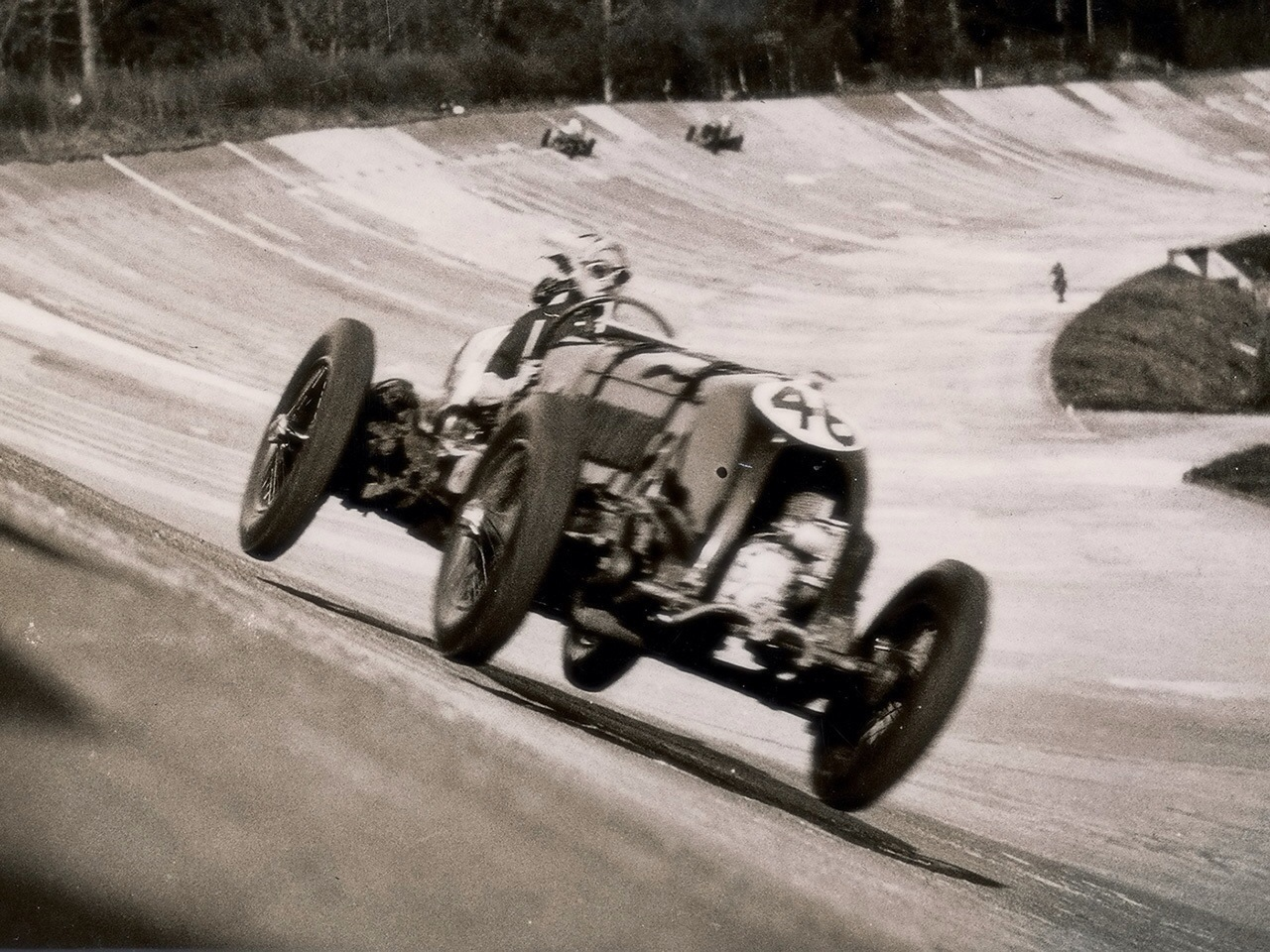
Tim Birkin en Brooklands en 1931, sobre un Bentley 4½ Litre.

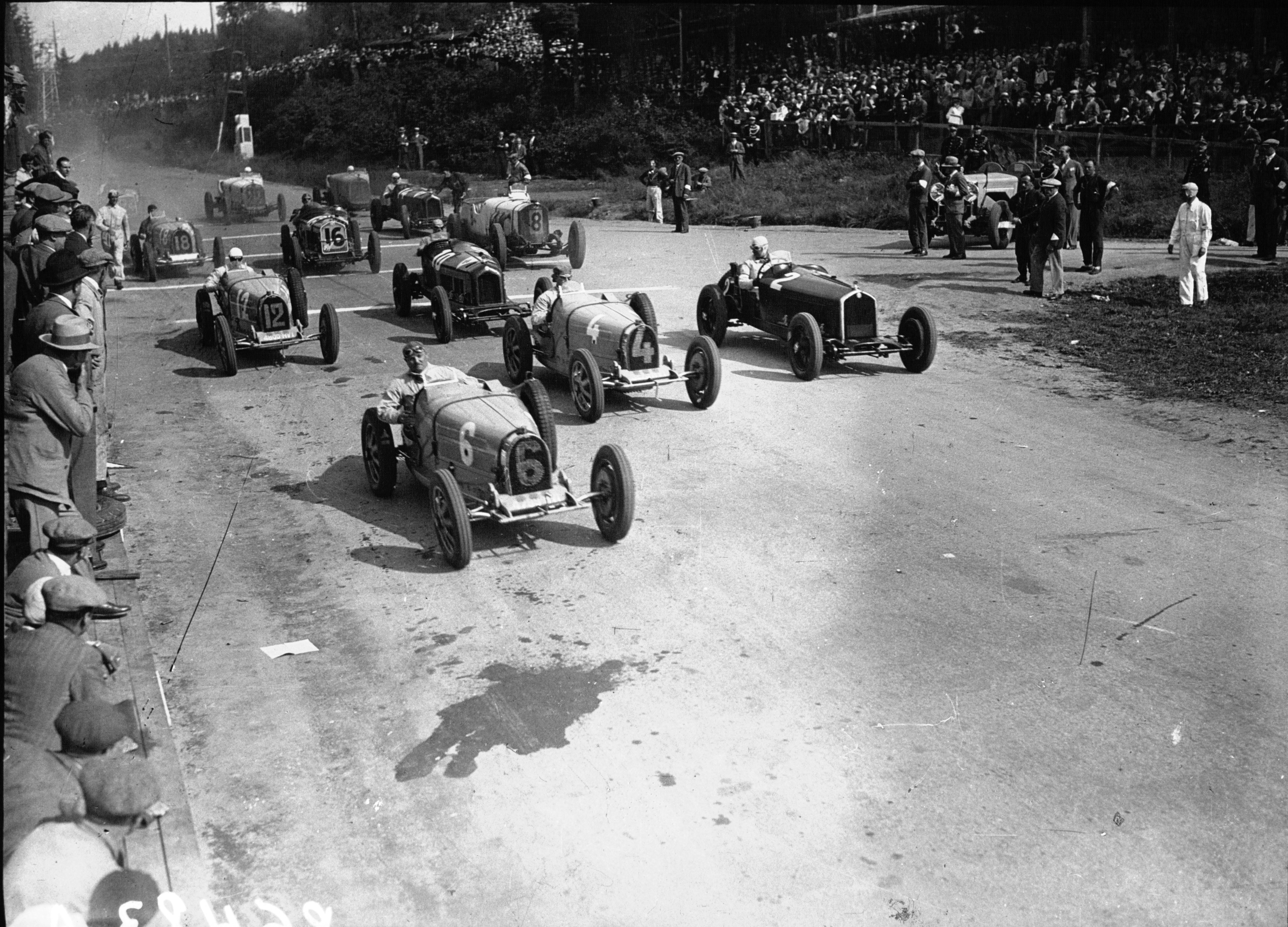
El mismo año, a la salida del GP de Bélgica (Birkin con el Alfa Romeo 8C 2300 al fondo, con el n° 8, en la cuarta fila).

Henry Ralph Stanley Birkin (Nottingham, 26 de julio de 1896-Londres, 22 de junio de 1933), conocido como Tim Birkin, 3º Baronet, fue un piloto automovilístico británico, uno de los Bentley Boys. En 1929 se adjudicó las 24 Horas de Le Mans con Woolf Barnato al volante de un Bentley 6.5 Litros, y repitió el título en 1931 conduciendo un Alfa Romeo.

## Biografía
Birkin nació en una adinerada familia de Nottingham en 1896, hijo de Sir Thomas Stanley Birkin, 2º Baronet, y de Margaret Diana Hopetoun Chetwynd. Fue apodado «Tim» desde la niñez porque le gustaba el personaje de las historietas de Tiger Tim, un personaje creado por el dibujante Julius Stafford Baker. Durante la Primera Guerra Mundial, Henry Birkin se alistó en el Real Cuerpo Aéreo, de donde se licenció con el grado de teniente. Contrajo la malaria en Palestina, enfermedad que padecería recurrentemente durante el resto de su vida.
En 1921 debutó en pruebas automovilísticas en el circuito de Brooklands, pero disputó relativamente pocas carreras hasta 1927, estando por entonces demasiado a menudo ocupado por sus actividades profesionales e intentando vencer la fuerte oposición de su familia. De hecho, su hermano menor Archie perdió la vida en un accidente durante las pruebas del Tourist Trophy de la isla de Man en 1927.
Tras superar las reticencias de su familia ese mismo año, en el que disputó las 6 Horas de Brooklands sobre un Bentley 3 Litros, Birkin adquirió un Bentley 4.5 Litros en 1928.
Entre 1928 y 1929 ideó el «Bentley Blower» una versión de competición sobrealimentada del Bentley 4.5 Litros, basándose en el modelo de serie original de 1927 (comercializado hasta 1931). Para ello, contó con la ayuda del especialista en compresores Charles Amherst Villiers, con el respaldo técnico del ingeniero Clive Gallop y con el apoyo financiero de la millonaria Dorothy Paget, tras casi agotar sus propios recursos económicos. La nueva versión era incluso más potente que el Bentley de 6.5 Litros, a pesar de contar con dos cilindros menos, pero acusaba la falta de fiabilidad. Así, el "Blower" conducido por Birkin y Jean Chassagne en las 24 Horas de Le Mans de 1930, no pudo terminar la prueba (un segundo "Blower", el de la pareja formada por Dudley Benjafield y el italiano Giulio Ramponi, también abandonó). Aunque reticente a su desarrollo a causa del compresor, W. O. Bentley autorizó la producción de 50 ejemplares en su fábrica, para permitirle disputar ciertas carreras (sobre todo Le Mans), siendo la primera prueba disputada las 6 Horas de Brooklands de 1930. Capaz de desarrollar 242 CV con su compresor ubicado delante del radiador, y a pesar de su fracaso en Le Mans, el "Blower" proporcionó a Birkin una gran popularidad gracias al cerrado duelo de los dos "Blower" C frente al Mercedes-Benz SSK de Rudolf Caracciola (todos acabaron abandonando).
Birkin participa en cinco ocasiones consecutivas en las 24 Horas de Le Mans, de 1928 a 1932, las tres primeras veces para Bentley (versiones de motores 4½, 6½, y 4½ Litros compresor), y las dos últimas sobre un Alfa Romeo 8C 2300 privado.
Tras la entrada de Rolls-Royce en el capital de Bentley en 1931 y el final del respaldo financiero de Dorothy Paget en octubre de 1930, se centró en coches franceses e italianos (Bugatti, Alfa Romeo y Maserati), a pesar de una tentativa de cooperación con Mike Couper entre 1931 y 1932 para que continuase operando su taller de motores (desarrollando un "modelo eléctrico Brooklands").

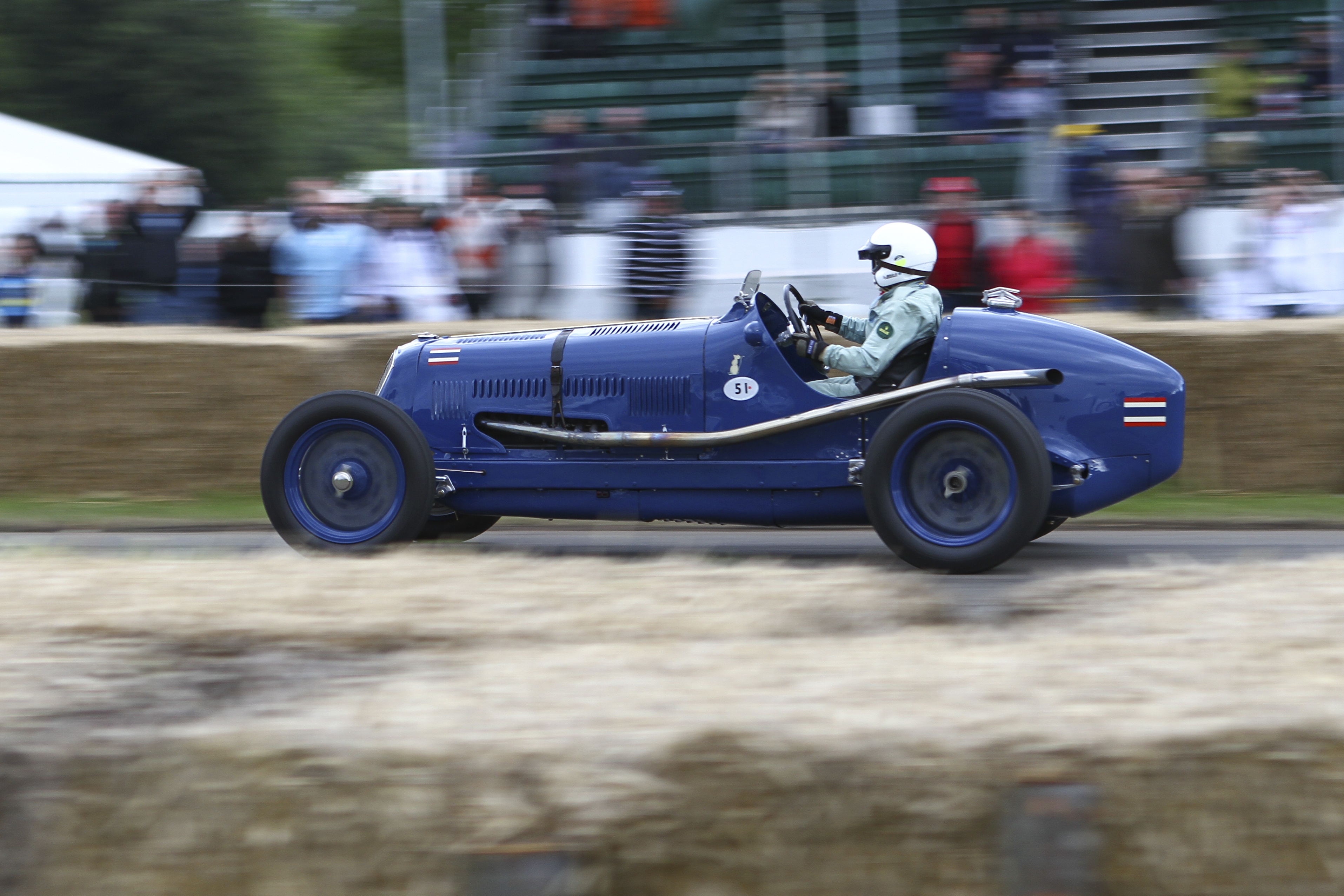
Maserati 8CM, con el tubo de escape muy próximo al brazo izquierdo del piloto.

El 24 de marzo de 1932, disputó un célebre duelo frente a John Cobb y su Delage de 10,5 l durante tres vueltas a Brooklands (denominado Brooklands Battleship), circulando a más de 222 km/h con su "Blower" sobrealimentado, estableciendo de paso el récord de velocidad sobre el anillo exterior que se mantendría durante dos años.
Murió de septicemia (combinada con una nueva crisis de paludismo) en el hospital Countess Carnavon Nursing Home de Londres, después de la infección de su brazo, tras quemarse al tocar el tubo de escape caliente de su nuevo Maserati 3000 (propiedad de Bernard Rubin) mientras fumaba durante una parada en talleres en el Gran Premio de Trípoli de 1933.
Más bien pequeño y ligeramente tartamudo, siempre llevaba en torno a su cuello un pañuelo de seda azul tachonado de puntos blancos.

## Palmarés

### Palmarés en Grandes Premios
- Grandes Premios[4][5][6][7][8][9]
  - Éireann Cup en 1931, sobre Alfa Romeo 8C 2300 LM
  - Mountain Championship en 1931, sobre Maserati Tipo 26 M (8C-2800) (mejor tiempo en carrera)
  - 2.º del Gran Premio del ACF 1930, sobre un Bentley "Blower" 4,5 l de turismo (Circuito de Morlaas en Pau, un triangular tipo Le Mans, disputado poco después). Vehículo despojado de sus faros, guardabarros, y otros accesorios
  - 3.º del Gran Premio de Trípoli 1933, sobre Maserati 8C 3000
  - 3.º del Éireann Cup en 1929, sobre Bentley "Blower"
  - 4.º del Éireann Cup en 1930, sobre Bentley "Blower"
  - 4.º del Gran Premio del ACF 1931 con George Eyston, sobre Maserati Tipo 26 M (8C2500)
  - 4.º del Gran Premio de Bélgica 1931, con Sir Brian Lewis, sobre Alfa Romeo 8C 2300 LM
  - 5.º del Gran Premio de Irlanda en 1930, sobre Bentley (y 4.º del Éireann Cup)
  - 6.º del Gran Premio de Irlanda en 1929, sobre Bentley (y 3.º del Éireann Cup)
  - 8.º del Gran Premio de Alemania en 1928, sobre Bentley 4½ Litro (con Hassan)
  - 10.º del Gran Premio de Alemania en 1931, sobre Maserati Tipo 26 M (8C 2500)

### Palmarés en pruebas de automóviles deportivos
- Vencedor en las 24 Horas de Le Mans de 1929, sobre Bentley Speed Six (con Woolf Barnato)[10]
- Vencedor en las 24 Horas de Le Mans de 1931, sobre Alfa Romeo 8C 2300 LM con compresor S8 (con Lord Howe Earl)
- Vuelta rápida en 1928, 1929 y 1930 en las 24 Horas de Le Mans
  - 3º de las 6 Horas de Brooklands en 1927, sobre Bentley 3 Litros Speed (con Archie Birkin y Frank Clement)
  - 3º de las 6 Horas de Brooklands en 1928,  sobre Bentley 4.5 Litros
  - 3º de las 24 Horas de Spa en 1932, sobre Alfa Romeo 8C 2300 LM
  - 5º de las 24 Horas de Le Mans 1928, sobre Bentley 4½ Litros Sport
  - 5º del RAC Tourist Trophy en 1928,  sobre Bentley 4.5 Litros
  - 5º de la Copa Georges Boillot en 1928,  sobre Bentley 4.5 Litros
  - 5º del RAC Tourist Trophy en 1932,  sobre Alfa Romeo 8C 2300 LM
  - 9º de las 500 Millas de Brooklands en 1930, sobre Bentley "Blower" (con George Duller)

### Récords de velocidad
- Varios récords establecidos en 1930 hasta después de 1932, en Brooklands.

## Resultados

### Campeonato Europeo de Pilotos
(Clave) (negrita indica pole position) (cursiva indica vuelta rápida)
| Año     | Escudería        | 1   | 2     | 3     | Pos.  | Puntos |
| ------- | ---------------- | --- | ----- | ----- | ----- | ------ |
| 1931    | Sir Henry Birkin | ITA | FRA 4 | BEL 4 | 16.º= | 16     |
| Fuente: |                  |     |       |       |       |        |

## Distinciones
- Nombrado sir en abril de 1931, dos meses antes de su segunda victoria en Le Mans.

## Homenajes
- En 2000, se fabricó una edición limitada de 54 Bentley Arnage Green, denominándose el modelo The Birkin Arnage.
- La sociedad alemana de transformación de automóviles MTM ha producido una versión potenciada del Bentley Continental GT denominada The Birkin Edition, desarrollando 641 CV .
- Birkin House es una casa de huéspedes de estilo victoriano en Stinsford (Dorchester).
- El pintor Terence Cuneo ha representado la Brooklands Battleship, sobre una tela titulada "The Spirit of Brooklands".

## Documental
- Full Throttle, documental televisivo de febrero de 1995 realizado por Mark Chapman y escrito por Kit Hesketh-Harvey  (con Rowan Atkinson en el papel de Sir Henry «Tim» Birkin, Crispin Bonham-Carter como Michael Burn, Karen Cooper como Dorothy Paget, Geoffrey Palmer interpretando a Sir Stanley Birkin, y Gavin Richards como W. O. Bentley).